# Hygrophila pilosa
Hygrophila pilosa är en akantusväxtart som beskrevs av Isaac Henry Burkill. Hygrophila pilosa ingår i släktet Hygrophila och familjen akantusväxter. Inga underarter finns listade i Catalogue of Life.